# 20. etape af Tour de France 2025
20. etape af Tour de France 2025 var en 184,2 km lang kuperet etape med en samlet stigning på 2.892 m. Den blev kørt 26. juli 2025 med start i Nantua og mål i Pontarlier. 
Dette var sidste chance for at udbrydere og puncheurs kunne vinde en etape, da dette var løbets næstsidste etape. På denne kuperede etape igennem Jurabjergene, blev det formodet at terrænet var en for stor udfordring for de tunge sprintere, der måtte vente på deres chance til sidste etape i Paris.
Til konkurrencen om den prikkede bjergtrøje var der point på én kategori 2, én kategori 3 og to kategori 4 stigninger. Der var én indlagt spurt til kampen om den mørkegrønne pointtrøje.

## Resultater

### Etaperesultat
| \| Etaperesultat \| Etaperesultat \| Etaperesultat \| Etaperesultat \| Etaperesultat \| \| Rytter \| Rytter \| Hold \| Tid \| \| \| ------------- \| ------------------- \| ------------------ \| ------------- \| ------------- \| \| 1. \| Kaden Groves \| Alpecin-Deceuninck \| 4t 06' 09" \| \| \| 2. \| Frank van den Broek \| Team Picnic-PostNL \| + 54" \| \| \| 3. \| Pascal Eenkhoorn \| Soudal Quick-Step \| + 59" \| \| |                     |                    |            |
| |                     |                    |            |
| Kilder: ProCyclingStats Cycling Quotient |                     |                    |            |
| Etaperesultat |                     |                    |            |
| Rytter | Rytter              | Hold               | Tid        |
| 1. | Kaden Groves        | Alpecin-Deceuninck | 4t 06' 09" |
| 2. | Frank van den Broek | Team Picnic-PostNL | + 54"      |
| 3. | Pascal Eenkhoorn    | Soudal Quick-Step  | + 59"      |

### Klassement efter etapen
| \| Samlede stilling \| Samlede stilling \| Samlede stilling \| Samlede stilling \| Samlede stilling \| \| Rytter \| Rytter \| Hold \| Tid \| \| \| ---------------- \| ---------------- \| -------------------------- \| ---------------- \| ---------------- \| \| 1. \| Tadej Pogačar \| UAE Team Emirates XRG \| 73t 54' 59" \| \| \| 2. \| Jonas Vingegaard \| Team Visma \\| Lease a Bike \| + 4' 24" \| \| \| 3. \| Florian Lipowitz \| Red Bull-Bora-Hansgrohe \| + 11' 09" \| \| |                  |                            |             |
| |                  |                            |             |
| Kilder: ProCyclingStats Cycling Quotient |                  |                            |             |
| Samlede stilling |                  |                            |             |
| Rytter | Rytter           | Hold                       | Tid         |
| 1. | Tadej Pogačar    | UAE Team Emirates XRG      | 73t 54' 59" |
| 2. | Jonas Vingegaard | Team Visma \| Lease a Bike | + 4' 24"    |
| 3. | Florian Lipowitz | Red Bull-Bora-Hansgrohe    | + 11' 09"   |

#### Pointkonkurrencen
| Pointkonkurrence | Pointkonkurrence | Pointkonkurrence      | Pointkonkurrence | Pointkonkurrence |
| Rytter           | Rytter           | Hold                  | Point            |                  |
| ---------------- | ---------------- | --------------------- | ---------------- | ---------------- |
| 1.               | Jonathan Milan   | Lidl-Trek             | 352 point        |                  |
| 2.               | Tadej Pogačar    | UAE Team Emirates XRG | 272 point        |                  |
| 3.               | Biniam Girmay    | Intermarché-Wanty     | 213 point        |                  |

#### Bjergkonkurrencen
| Bjergkonkurrence | Bjergkonkurrence | Bjergkonkurrence           | Bjergkonkurrence | Bjergkonkurrence |
| Rytter           | Rytter           | Hold                       | Point            |                  |
| ---------------- | ---------------- | -------------------------- | ---------------- | ---------------- |
| 1.               | Tadej Pogačar    | UAE Team Emirates XRG      |                  |                  |
| 2.               | Jonas Vingegaard | Team Visma \| Lease a Bike | 104 point        |                  |
| 3.               | Lenny Martinez   | Bahrain Victorious         | 97 point         |                  |

#### Ungdomskonkurrencen
| Ungdomskonkurrence | Ungdomskonkurrence | Ungdomskonkurrence      | Ungdomskonkurrence | Ungdomskonkurrence |
| Rytter             | Rytter             | Hold                    | Tid                |                    |
| ------------------ | ------------------ | ----------------------- | ------------------ | ------------------ |
| 1.                 | Florian Lipowitz   | Red Bull-Bora-Hansgrohe | 74t 06' 08"        |                    |
| 2.                 | Oscar Onley        | Team Picnic-PostNL      | + 1' 03"           |                    |
| 3.                 | Kévin Vauquelin    | Arkéa-B&B Hotels        | + 11' 26"          |                    |

#### Holdkonkurrencen
| Holdkonkurrence | Holdkonkurrence            | Holdkonkurrence | Holdkonkurrence |
| Hold            | Hold                       | Tid             |                 |
| --------------- | -------------------------- | --------------- | --------------- |
| 1.              | Team Visma \| Lease a Bike | 222t 39' 02"    |                 |

## Udgåede ryttere
- Jevgenij Fedorov (XDS Astana Team) – stillede ikke til start på grund af sygdom.[2]